# Piloto automático adaptativo
O Piloto Automático Adaptativo (ACC — do inglês: Adaptive Cruise Control), também conhecido como controle de cruzeiro dinâmico, é um sistema avançado de assistência ao motorista (ADAS) que ajusta automaticamente a velocidade do veículo para manter uma distância segura dos veículos à frente.
Diferente do piloto automático convencional, que apenas mantém uma velocidade constante, o ACC utiliza sensores frontais (geralmente radares ou câmeras) para detectar o veículo precedente. Com base nessa detecção, o sistema controla a aceleração e a frenagem para manter um intervalo de tempo pré-definido pelo motorista, sem que este precise intervir nos pedais.
O ACC é considerado um sistema de Nível 1 de automação, pois executa a tarefa de controle longitudinal (uma parte da DDT), mas o motorista continua responsável pelo controle lateral (direção) e por monitorar o ambiente (OEDR). Versões mais avançadas, como o "ACC com Stop & Go", podem parar o veículo completamente em congestionamentos e retomar a marcha automaticamente.